# خورشیدگرفتگی ۲۳ فوریه ۱۹۰۶
خورشیدگرفتگی ۲۳ فوریه ۱۹۰۶ (به انگلیسی: Solar eclipse of February 23, 1906) نوعی خورشیدگرفتگی جزئی است. این خورشیدگرفتگی در تاریخ ۲۳ فوریه ۱۹۰۶ میلادی (‎۴ اسفند ۱۲۸۴ خورشیدی) روی داد که زمان اوج آن، ساعت ۷:۴۳:۲۰ به‌ وقت ساعت هماهنگ جهانی بوده‌است.